# Casa Martin Pe
La Casa Martin Pe és una casa d'Erill la Vall al municipi de la Vall de Boí (Alta Ribagorça) inclosa a l'Inventari del Patrimoni Arquitectònic de Catalunya.

## Descripció
Casa de pagès de muntanya situada sobre un terreny amb un pendent important que fa escalonar l'edificació i els espais lliures. A la part més baixa, hi ha l'edifici de l'habitatge, de planta baixa, pis i golfes, que té importants balcons a la façana sud i el portal d'accés, amb arc adovellat, situat sota d'un porxo a l'interior del pati. Els coberts acaben de conformar una "U" en planta que inclou en el seu interior l'era pavimentada, donant al conjunt un joc de cobertes interessant. El conjunt es completa amb un edifici aïllat, destinat a estable i paller, amb coberta a dues aigües i diversos murs de maçoneria, que defineixen diferents espais lliures. Destaca el mur que aguanta l'era. La seva adaptació com a segona residència ha provocat el tancament del cobert amb paret de maçoneria i grans finestres.